# 태화강 마두희 축제
태화강 마두희 축제는 울산광역시 중구에서 개최되는 축전이다.
2023년에 울산마두희 축제에서 태화강마두희축제로 명칭이 변경되었다.